# Incident de Sakiet Sidi Youssef

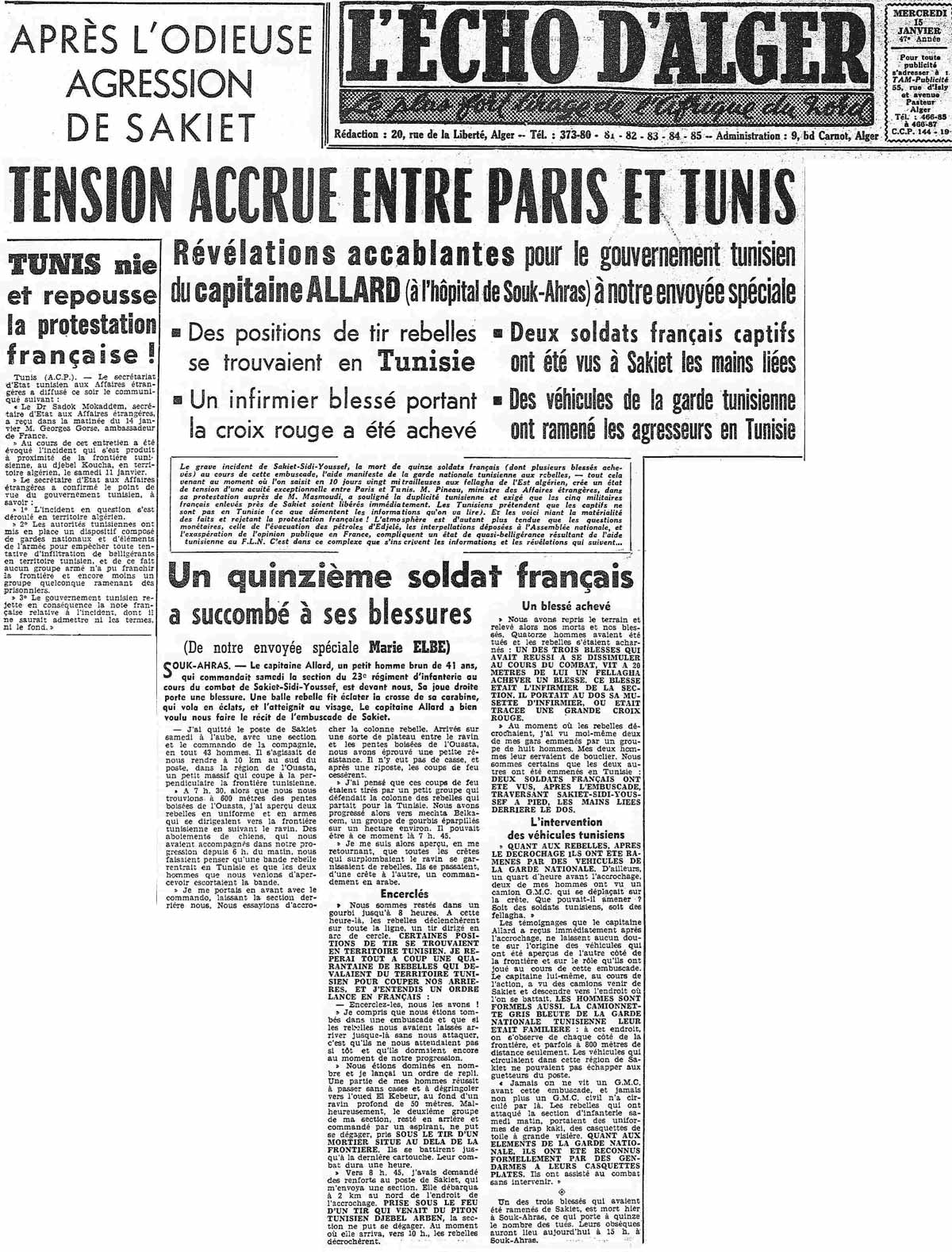
Titulars del diari L'Écho d'Alger del 15 de gener del 1958 relatius al greu incident.

L'incident de Sakiet Sidi Youssef va passar el 8 de febrer de 1958 i fou un episodi de la guerra d'Algèria.
Del 12 de setembre de 1957 al 7 de febrer de 1958 la ciutat tunisiana de Sakiet Sidi Youssef va ser teatre d'una vintena d'incidents fronterers entre l'exèrcit francès i guerrillers del Front d'Alliberament Nacional algerià (conegut per les sigles FLN).
El 2 de gener de 1958 en un xoc fronterer els guerrillers algerians van capturar a 4 soldats francesos i els van portar a Sakiet Sidi Youssef i cap a la regió del Kef. El govern francès va enviar al general Duchalet amb un missatge de protesta pel president Habib Bourguiba, que es va negar a rebre'l, ja que havia combatut contra els patriotes tunisians (els fellaghas) el 1954. El govern va enviar llavors un oficial civil però tot fou en debades.
L'11 de gener unitats del FLN van atacar a una patrulla francesa i van matar 14 soldats francesos i en van fer presoners 5, i tot seguit es van retirar a Sakiet Sidi Youssef.
El 7 de febrer un avió francès fou tocat per metralladores suposadament des de Sakiet Sidi Youssef i havia hagut d'aterrar d'emergència a Tébessa; el govern francès, a proposta del general Edmon Jouhad, comandant de la cinquena regió aèria, va decidir fer una incursió aèria contra aquesta vila, que fou autoritzada pel primer ministre Gaillard i per Jacques Chaban-Delmas ministre de defensa.
El 8 de febrer l'aviació francesa va bombardejar la vila amb 25 avions dels quals 11 eren bombarders B26. Van morir 72 persones civils (12 nens) i 80 van ser ferides. Com a reacció Tunísia va expulsar a cinc cònsols francesos de les principals ciutats del país. L'exèrcit tunisià va bloquejar les casernes de les tropes franceses estacionades al país, va apel·lar a l'ONU i va portar la premsa internacional al lloc, i les reaccions van provocar la caiguda del govern francès el 15 d'abril de 1958 i el 17 d'abril un acord entre França i Tunísia va establir l'evacuació francesa de Tunísia excepte Bizerta.